# لوري كوهن
لوري كوهن (بالإنجليزية: Laurie Koehn)‏ مواليد 13 مايو 1982 في نيوتن، هي لاعبة كرة سلة أمريكية سابقة أصبحت مدربة. بدأت مسيرتها الاحترافية في سنة 2005. لعبت مع واشنطن ميستيكس وأتلانتا دريم.

## روابط خارجية
- لوري كوهن على موقع الاتحاد الوطني لكرة السلة النسائية (الإنجليزية)
- لوري كوهن على موقع كرة السلة الأوروبية.كوم (الإنجليزية)
- لوري كوهن على موقع كلية كرة السلة في سبورتس رفرنس.كوم (الإنجليزية)
- لوري كوهن على موقع بروبوليرز (الإنجليزية)
- لوري كوهن على موقع سبورتس رفرنس (الإنجليزية)